# NGC 5053
NGC 5053 (другое обозначение — GCL 23) — шаровое скопление в созвездии Волосы Вероники.
Предполагается, что скопление NGC 5053 вместе с NGC 5024 происходят из карликовой галактики SagDEG, находящейся в процессе слияния с нашей Галактикой.
Металличность звёзд скопления составляет [Fe/H] = −2,1 (встречаются оценки от −2,4 до −2,0), что соответствует содержанию тяжёлых элементов ниже, чем у Солнца, более чем в 100 раз. Возраст скопления составляет 12,7 миллиардов лет (различные оценки ― от 12,5 до 13,9), расстояние до Земли ― около 17,0 кпк (различные оценки ― от 16,7 до 19,2 кпк).
Этот объект входит в число перечисленных в оригинальной редакции «Нового общего каталога».